# Slamboree 2000
Slamboree 2000 fu un pay-per-view organizzato dalla federazione di wrestling World Championship Wrestling (WCW); si svolse il 7 maggio 2000 presso la Kemper Arena di Kansas City, Missouri, Stati Uniti. Fu l'ultima edizione del pay-per-view prodotto dalla World Championship Wrestling.

## Descrizione
Il match tra Mike Awesome e Chris Kanyon terminò in no contest dopo che Kevin Nash, Billy Kidman, Vampiro, Chris Candido, Shane Douglas, Ric Flair, e Sting interferirono tutti nell'incontro. Durante il match The Total Package vs. Buff Bagwell, Elizabeth interferì in favore di Luger con una mazza da baseball tra le mani. Dopo il match, Chuck Palumbo attaccò The Total Package e lo imprigionò nella mossa "Torture Rack". Shane Douglas schienò Ric Flair dopo che David Flair, il figlio di Ric, travestito da Sting colpì Ric con una mazza da baseball. Nel main event Jeff Jarrett conquistò il WCW World Heavyweight Championship dopo che David Arquette aveva colpito Diamond Dallas Page con una chitarra. Al termine del match, Kanyon sopraggiunse cercando di salvare Page da Jarrett e Mike Awesome che volevano picchiarlo, ma venne brutalmente respinto da Awesome che lo scaraventò giù dal tetto della gabbia.

## Risultati
| N. | Risultati                                                                   | Stipulazione                                                         | Durata |
| -- | --------------------------------------------------------------------------- | -------------------------------------------------------------------- | ------ |
| 1  | Chris Candido (c) (con Tammy Lynn Sytch) sconfigge The Artist (con Paisley) | Single match per il WCW Cruiserweight Championship                   | 07:59  |
| 2  | Terry Funk (c) sconfigge Norman Smiley e Ralphus                            | Triple threat hardcore match per il WCW Hardcore Championship        | 10:03  |
| 3  | Shawn Stasiak sconfigge Curt Hennig                                         | Single match                                                         | 07:54  |
| 4  | Scott Steiner (c) (con Midajah & Shakira) sconfigge Captain Rection         | Single match per il WCW United States Heavyweight Championship       | 09:24  |
| 5  | Mike Awesome contro Chris Kanyon termina in no contest                      | Single match                                                         | 12:11  |
| 6  | The Total Package sconfigge Buff Bagwell                                    | Single match                                                         | 09:30  |
| 7  | Shane Douglas sconfigge Ric Flair                                           | Single match                                                         | 08:46  |
| 8  | Sting sconfigge Vampiro                                                     | Single match                                                         | 06:49  |
| 9  | Hulk Hogan sconfigge Billy Kidman (con Torrie Wilson)                       | Single match (con Eric Bischoff come arbitro speciale)               | 13:31  |
| 10 | Jeff Jarrett sconfigge David Arquette (c) e Diamond Dallas Page             | Ready to Rumble Cage match per il WCW World Heavyweight Championship | 15:29  |